# 拉維多利亞區 (奇克拉約省)
拉維多利亞區（西班牙語：Distrito de La Victoria），是秘魯的一個區，位於該國西北部蘭巴耶克大區的奇克拉約省，始建於1984年9月13日，面積29.36平方公里，海拔高度30米，2005年人口75,729，人口密度每平方公里2,600人。